# Toumodi (underprefektur)
Toumodi är en underprefektur i Elfenbenskusten. Den ligger i departementet med samma namn, i den centrala delen av landet, 40 km sydost om huvudstaden Yamoussoukro.